# Joey Graceffa
Joseph Michael Graceffa (Marlborough, Massachusetts, 16 mei 1991) is een Amerikaanse acteur, zanger, producer, schrijver en vlogger op YouTube. 

## Biografie
Graceffa studeerde in 2009 af aan Marlborough High School. Vervolgens deed hij een jaar lang een studie op filmgebied aan de Fitchburg State University, waarna hij stopte. Hij wilde zich hierna inschrijven aan het Emerson College in Boston, maar werd geweigerd.

## Carrière
Graceffa begon in 2007, op 16-jarige leeftijd, filmpjes op YouTube te uploaden. Samen met enkele schoolvrienden had hij enige tijd een kanaal genaamd WinterSpringPro. In 2009 begon zijn eigen YouTube-kanaal. In 2013 sloot hij zich aan bij StyleHaul.
Graceffa heeft twee YouTube-kanalen, een voor zijn dagelijkse persoonlijke vlogs en een tweede kanaal dat is gereserveerd voor computerspelletjes. Het eerstgenoemde kanaal telt meer dan 8,9 miljoen abonnees en het is inmiddels meer dan 1,7 miljard keer bekeken. Het tweede kanaal telt ruim 2,5 miljoen abonnees en heeft meer dan 500 miljoen weergaven. Ook op Twitter en Instagram heeft hij miljoenen volgers.

## Boeken
In 2015 bracht Graceffa een autobiografie uit, getiteld In Real Life: My Journey to a Pixelated World, dat in juli van dat jaar in de New York Times-bestsellerlijst belandde. In 2016 schreef hij een roman, Children of Eden: A Novel. Er volgden daarna nog twee boeken in de Eden-reeks: Elites of Eden en Rebels of Eden.

## Films
Graceffa speelde mee in de korte films Eon, Ethereal en Haunting Ian, alle drie uit 2014. Tevens was hij hierbij betrokken als uitvoerend producent.

## Televisie
Hij deed in 2013-14 mee aan twee seizoenen (22 en 24) van The Amazing Race, een Amerikaanse realityserie. In 2017 speelde hij zichzelf in een aflevering van de Netflix-serie Haters Back Off.

## Internetseries
- BlackBoxTV (2012)
- MyMusic (2013-14)
- Story Tellers (2014)[8]
- Fight of the Living Dead (2015, met Justine Ezarik)[9]
- Absolute Peril (2016)
- Children of Eden (2016)
- Escape the Night (YouTube Red) (2016)

## Discografie
Op muzikaal gebied heeft Graceffa enkele bekende nummers gecoverd. In 2015 bereikte hij met het zelfgeschreven nummer Don't Wait de Amerikaanse en Britse hitlijsten.

## Privé
Graceffa heeft sinds 2014 een relatie met Daniel Preda, met wie hij samenwoont in Los Angeles. Preda is tegenwoordig in veel van de nieuw geplaatste filmpjes van Graceffa ook te zien.